# Jean Lugeon
Jean Frédéric Lugeon (ur. 4 września 1898 w Chevilly w kantonie Vaud, zm. w 1976) – szwajcarski geofizyk, meteorolog, hydrolog, założyciel URSI - Szwajcarskiego Narodowego Komitetu (Union Radio-Scientifique Internationale), dyrektor Państwowego Instytutu Meteorologicznego w Polsce. Doktor honoris causa Politechniki Warszawskiej.

## Życiorys
W 1922 ukończył studia inżynierskie na Uniwersytecie w Lozannie. W 1927 na podstawie pracy dotyczącej bilansu hydraulicznego zapór akumulacyjnych, otrzymał tytuł doktora nauk technicznych o specjalności hydrauliki i hydrologii.
Aby uzyskać jak najlepsze pomiary dla uzupełnienia mapy pogody w 1928 zorganizował wyprawę na Mont Blanc. W latach 1929–1935 sprawował funkcję wicedyrektora, a następnie dyrektora Państwowego Instytutu Meteorologicznego w Polsce. W 1932 zorganizował polską ekspedycję polarną na Wyspę Niedźwiedzią. Współpracował z Janem Gurtzmanem i Czesławem Centkiewiczem. W 1936 powrócił do Szwajcarii, gdzie objął stanowisko kierownika Szwajcarskiej Służby Meteorologicznej. W 1939 zorganizował i doprowadził do startu z Zuribergu dwóch pierwszych balonów z sondami. W 1942 został przewodniczącym grupy roboczej ds. radiosond Komisji Przyrządów Międzynarodowej Organizacji Meteorologicznej w Payerne. Następnie podjął pracę w szwajcarskim Instytucie Meteorologii, gdzie w latach 1945-1963 sprawował funkcję dyrektora.
W 1950 i 1956, z sukcesem, udało mu się porównać dwa pierwsze zapisy radiosond. W 1951 dzięki pracy i wysiłkom przede wszystkim J.F. Lugeona, Genewa została wybrana na siedzibę Międzynarodowej Organizacji Meteorologicznej. Był współorganizatorem szwedzko-fińsko-szwajcarskiej wyprawy do Murchison Bay na Spitsbergenie. J.F. Lugeon był założycielem, a następnie przewodniczącym i członkiem honorowym Szwajcarskiego Narodowego Komitetu URSI (Union Radio-Scientifique Internationale). W latach 1932–1963 sprawował funkcję przewodniczącego Komisji Elektryczności Atmosferycznej. W 1946 został profesorem tytularnym Politechniki w Zurychu. Tytuł doctora honoris causa nadała mu m.in. Politechnika Warszawska w 1957.
Profesor Jean Frédéric Lugeon zmarł w 1976.

## Stanowiska
- pracownik Szwajcarskiego Instytutu Meteorologii
- 1945–1963 dyrektor Szwajcarskiego Instytutu Meteorologii
- 1929–1935 wicedyrektor, dyrektor Państwowego Instytutu Meteorologii w Polsce
- 1942 przewodniczący grupy roboczej ds. radiosond Komisji Przyrządów Międzynarodowej Organizacji Meteorologicznej w Payerne
- 1932–1963 przewodniczący Komisji Elektryczności Atmosferycznej[1]

## Członkostwa
Prezes, członek wielu towarzystw naukowych m.in.
- założyciel, przewodniczący i członek honorowy Szwajcarskiego Narodowego Komitetu URSI (Union Radio-Scientifique Internationale)[1]

## Nagrody, wyróżnienia, odznaczenia
- 1957 tytuł doctora honoris causa Politechniki Warszawskiej[4]

## Działalność
- 1928 zorganizował wyprawę na Mont Blanc
- 1932 zorganizował polską ekspedycję polarną na Wyspę Niedźwiedzią
- 1939 zorganizował i doprowadził do startu z Zuribergu dwóch pierwszych balonów z sondami
- Współorganizator szwedzko-fińsko-szwajcarskiej wyprawy do Murchison Bay na Spitzbergenie[1]

## Ważne publikacje
Był autorem 150 prac z geofizyki ogólnej, agrometeorologii i innych dziedzin.
Podczas pobytu w Polsce opublikował 54 prace, w tym 11 w języku polskim.